# Suspicious Minds
"Suspicious Minds" é uma canção escrita pelo compositor americano Mark James e entregue a Elvis Presley pelo produtor Chips Moman, para se tornar a música número um da parada norte-americana. Lançada como single em agosto de 1969 (com "You'll Think Of Me" como lado-B), a canção fez parte das famosas sessões de gravação dos meses de janeiro e fevereiro de 1969, que é considerada uma das melhores de toda a carreira de Presley. Foi um dos momentos mais aclamados por crítica e público, considerado um dos "divisores de água" na carreira de Elvis, que teve início em 1967 com o lançamento do LP gospel How Great Thou Art, além do especial de TV intitulado Elvis NBC TV Special e vários singles lançados nessa época que lhe renderam ótimas críticas.
A composição de James (que também compôs "Always On My Mind", que Elvis gravaria em 1972, "Raised On Rock", "Moody Blue" e outras) foi gravada por Elvis na madrugada do dia 22 para o dia 23 de janeiro de 1969 no "American Studios" em Memphis, com a participação do cantor tocando guitarra, no mesmo período da gravação de outros dois grandes "hits" dele, "In the Ghetto" e "Don't Cry Daddy". As gravações de Presley no American Sound Studio foram conseqüência direta do '68 Comeback Special, que interessou Chips Moman em produzir gravações para o novo estilo de Presley, fazendo seu retorno ao cenário musical de Memphis, gravando rock, gospel, country, rhythm & blues  e soul. Marty Lacker, um amigo íntimo de Elvis, sugeriu que ele gravasse no estúdio. Essas sessões foram produzidas para o álbum From Elvis in Memphis.
Elvis interpretou a canção ao vivo pela primeira vez em um show no "International Hotel" (mostrado no documentário Elvis: That's the Way It Is), que partir de 1971 passaria a se chamar Hotel Hilton, em Las Vegas em agosto de 1970, tudo isso devido ao fato de Elvis ter percebido o grande potencial dessa canção em versões ao vivo, tendo começado a ensaiá-la no mês anterior para sua volta aos palcos. Algumas versões desse mesmo ano chegavam a durar quase 10 minutos, no qual, Elvis e a banda davam tudo de si. Já no ano seguinte as versões duravam entre 5 e 6 minutos, mas sempre com a mesma energia, segundo os fãs. A última versão ao vivo interpretada por Elvis da canção se deu no dia 19 de agosto de 1975 também em Las Vegas.
Em algumas versões, Suspicious Minds sofreu pequenas alterações no seu arranjo original, deixando-a mais curta, porém, muito mais pesada, em que se destacavam a banda e o baterista Ronnie Tutt (como a mostrada no referido documentário).
Apesar de ser considerada uma das melhores músicas de Elvis em toda a sua carreira, esta canção é inferior, na opinião de alguns fãs e críticos, no que se diz respeito a qualidade da letra em comparação a outras canções que Elvis gravou e interpretou, como exemplo podemos citar, "If I Can Dream", "Life", "In The Ghetto" e muitas outras.
Além do primeiro posto atingido pela música, o single acabou trilhando o mesmo caminho e se tornou o número um na lista dos mais vendidos da Billboard. No ano de 1999 "Suspicious Minds" entrou para o "hall da fama" do Grammy, além de estar presente no Rock and Roll Hall of Fame. Esteve presente na lista das 500 melhores canções de todos os tempos da revista Rolling Stone.
Esta canção foi a escolhida como título para o CD duplo "The Memphis 1969 Anthology: Suspicious Minds", que também traz material da mesma sessão.

## Regravações
- Dee Dee Warwick - (1972)
- B. J. Thomas - (1972)
- Gary Glitter - (1982)
- Fine Young Cannibals - (1986)
- Gareth Gates - (2002)
- Willie Nelson
- Billy Swan